# Minority Report
Minority Report is een Amerikaanse sciencefictionfilm uit 2002, geregisseerd door Steven Spielberg en gebaseerd op het gelijknamige korte verhaal van Philip K. Dick. Belangrijke rollen zijn weggelegd voor onder andere Tom Cruise, Colin Farrell, Samantha Morton en Max von Sydow en bijrollen voor onder andere Peter Stormare. De film kostte ongeveer $102 miljoen om te maken, maar wist wereldwijd meer dan $350 miljoen binnen te halen.
De film laat de toekomst zien (de film speelt zich af in 2054) als een wereld die niet zo gek veel verschilt van de wereld in 2002, met uitzondering van allerlei futuristische wapens en transportmiddelen. Ook is de irisscanner als identificatiemiddel in algemeen gebruik. De film heeft een opmerkelijk blauwig grijze glans. Minority Report wordt, samen met A.I.: Artificial Intelligence, beschouwd als een van de meer donkere films van Spielberg.
Samen met de films A.I.: Artificial Intelligence en Catch Me If You Can vormt deze film de "Running man"-trilogie van Spielberg. In al deze films is iemand op de vlucht.

## Verhaal
In 2054 is er een speciale eenheid van de politie in Washington D.C., "Pre-Crime" genaamd, die als doel heeft toekomstige moordenaars te arresteren voordat ze deze moord plegen en zonder proces in een permanente slaapstatus worden gebracht. Pre-Crime baseert zich hierbij op de visioenen van drie genetisch gemodificeerde mediums, "precogs" genaamd, die foutloos de toekomst kunnen voorspellen. De precogs drijven hun hele leven in een bad. Zodra ze een visioen krijgen over een moord, geven ze de namen door van toekomstige dader en slachtoffer, de tijd waarop het gebeurt en beelden van de misdaad. De namen worden gegraveerd in twee houten ballen, en de beelden verschijnen op een glazen scherm, waarna ze gemanipuleerd kunnen worden: stopzetten en versnellen, in- en uitzoomen, en bekijken vanuit verschillende hoeken. Tom Cruise speelt in de film John Anderton, de hoofdcommissaris van Pre-Crime. Nadat hij zijn zoontje zes jaar geleden heeft verloren, zette hij zich geheel in voor Pre-Crime en groeide uit tot de voornaamste pleiter voor het systeem, samen met zijn baas Lamar Burgess (Max von Sydow).
In 2054 bevindt deze eenheid zich aan het eind van de proeffase, waarna besloten wordt of het systeem doorgaat en landelijk wordt ingevoerd. Danny Witwer (gespeeld door Colin Farrell) is een gezant van het Ministerie van Justitie die Pre-Crime komt waarnemen om te besluiten of Pre-Crime landelijk zou moeten worden toegepast. Hij staat echter nogal sceptisch tegenover de werkwijze van het team. Tot nu toe lijkt de proef geslaagd: dankzij Pre-Crime is er in zes jaar tijd geen enkele moord gepleegd in Washington. Maar het is niet onomstotelijk te bewijzen dat de gearresteerden ook daadwerkelijk schuldig zijn, aangezien ze worden veroordeeld voor een misdaad die niet begaan is.
Als Anderton ontdekt dat de precogs hem hebben aangewezen als een toekomstige moordenaar, die binnen 36 uur een man zal vermoorden die hij zelfs nooit heeft ontmoet, slaat hij op de vlucht voor zijn collega's (geleid door Witwer) en probeert hij achter de identiteit te komen van zijn toekomstige slachtoffer en de reden waarom hij is aangewezen als de moordenaar. Uiteindelijk ontvoert hij een van de precogs, Agatha (Samantha Morton) en ontdekt hij dat hij er mogelijk is ingeluisd door mensen binnen zijn eigen team. Ook ontdekt hij het bestaan van het "minority report". De drie precogs zijn het niet altijd met elkaar eens. Het "minority report" is de afwijkende mening van één precog, die door het proces wordt uitgefilterd.

## Rolverdeling
- Tom Cruise - Hoofdcommissaris John Anderton
- Colin Farrell - Danny Witwer
- Samantha Morton - Agatha
- Max von Sydow - Lamar Burgess
- Lois Smith - Dr. Iris Hineman
- Peter Stormare - Dr. Solomon Eddie
- Tim Blake Nelson - Gideon
- Kathryn Morris - Lara Clarke
- Neal McDonough - Fletcher
- Jessica Harper - Anne Lively

## Productiemedewerkers
- Steven Spielberg - regie
- Scott Frank - scenario
- John Cohen - scenario
- Jan de Bont - productie
- Bonnie Curtis - productie
- Gerald R. Molen - productie
- Walter F. Parkes - productie
- John Williams - muziek
- Janusz Kamiński - cinematografie
- Michael Kahn - montage
- Alex McDowell - production design